# Coppa Italia 2005-2006 (hockey in-line)
La Coppa Italia 2005-2006 è stata la 7ª edizione della principale coppa nazionale italiana di hockey in-line. È stata disputata dal 12 novembre 2005 al 5 gennaio 2006. 
I Ghosts Padova si sono aggiudicati il trofeo per la prima volta nella sua storia sconfiggendo in finale il Milano 17 RAMS.

## Partite

### Prima fase a gironi

#### Girone A
Il girone A fu disputato il 12 novembre 2005 a Padova.
| Squadra       | Pt | G | V | N | P | GF | GS | DG  |
| ------------- | -- | - | - | - | - | -- | -- | --- |
| Ghosts Padova | 6  | 2 | 2 | 0 | 0 | 17 | 2  | +15 |
| Asiago Vipers | 3  | 2 | 1 | 0 | 1 | 12 | 6  | +6  |
| Draghi Torino | 0  | 2 | 0 | 0 | 2 | 3  | 24 | -21 |

| Data    | Incontri                    | Risultato |
|         |                             |           |
| 12 nov. | Asiago Vipers-Draghi Torino | 12-1      |
| 12 nov. | Ghosts Padova-Draghi Torino | 12-2      |
| 12 nov. | Asiago Vipers-Ghosts Padova | 0-5       |

| Data    | Incontri                    | Risultato |
|         |                             |           |
| 12 nov. | Asiago Vipers-Draghi Torino | 12-1      |
| 12 nov. | Ghosts Padova-Draghi Torino | 12-2      |
| 12 nov. | Asiago Vipers-Ghosts Padova | 0-5       |

#### Girone B
Il girone B fu disputato il 12 novembre 2005 a Trieste.
| Squadra          | Pt | G | V | N | P | GF | GS | DG  |
| ---------------- | -- | - | - | - | - | -- | -- | --- |
| Lions Arezzo     | 4  | 2 | 1 | 1 | 0 | 24 | 10 | +14 |
| Polet Trieste    | 4  | 2 | 1 | 1 | 0 | 17 | 11 | +6  |
| Islanders Spinea | 0  | 2 | 0 | 0 | 2 | 3  | 23 | -20 |

| Data    | Incontri                       | Risultato |
|         |                                |           |
| 12 nov. | Lions Arezzo-Islanders Spinea  | 15-1      |
| 12 nov. | Polet Trieste-Lions Arezzo     | 9-9       |
| 12 nov. | Polet Trieste-Islanders Spinea | 8-2       |

| Data    | Incontri                       | Risultato |
|         |                                |           |
| 12 nov. | Lions Arezzo-Islanders Spinea  | 15-1      |
| 12 nov. | Polet Trieste-Lions Arezzo     | 9-9       |
| 12 nov. | Polet Trieste-Islanders Spinea | 8-2       |

#### Girone C
Il girone C fu disputato il 12 novembre 2005 a Biassono.
| Squadra          | Pt | G | V | N | P | GF | GS | DG  |
| ---------------- | -- | - | - | - | - | -- | -- | --- |
| Milano 17 RAMS   | 7  | 3 | 2 | 1 | 0 | 21 | 4  | +17 |
| Empoli           | 6  | 3 | 2 | 0 | 1 | 12 | 15 | -3  |
| Diavoli Vicenza  | 4  | 3 | 1 | 1 | 1 | 12 | 11 | +1  |
| All Blacks Monza | 0  | 3 | 0 | 0 | 3 | 6  | 21 | -15 |

| Data    | Incontri                         | Risultato |
|         |                                  |           |
| 12 nov. | Milano 17 RAMS-Diavoli Vicenza   | 3-3       |
| 12 nov. | Empoli-All Blacks Monza          | 6-3       |
| 12 nov. | Milano 17 RAMS-Empoli            | 8-1       |
| 12 nov. | All Blacks Monza-Diavoli Vicenza | 3-5       |
| 12 nov. | Diavoli Vicenza-Empoli           | 4-5       |
| 12 nov. | All Blacks Monza-Milano 17 RAMS  | 0-10      |

| Data    | Incontri                         | Risultato |
|         |                                  |           |
| 12 nov. | Milano 17 RAMS-Diavoli Vicenza   | 3-3       |
| 12 nov. | Empoli-All Blacks Monza          | 6-3       |
| 12 nov. | Milano 17 RAMS-Empoli            | 8-1       |
| 12 nov. | All Blacks Monza-Diavoli Vicenza | 3-5       |
| 12 nov. | Diavoli Vicenza-Empoli           | 4-5       |
| 12 nov. | All Blacks Monza-Milano 17 RAMS  | 0-10      |

#### Girone D
Il girone D fu disputato il 12 novembre 2005 a Forlì.
| Squadra                 | Pt | G | V | N | P | GF | GS | DG  |
| ----------------------- | -- | - | - | - | - | -- | -- | --- |
| Edera Trieste           | 9  | 3 | 3 | 0 | 0 | 42 | 4  | +38 |
| Cittadella              | 6  | 3 | 2 | 0 | 1 | 8  | 15 | -7  |
| Libertas Forlì          | 3  | 3 | 1 | 0 | 2 | 13 | 12 | +1  |
| Rhegium Reggio Calabria | 0  | 3 | 0 | 0 | 3 | 1  | 33 | -32 |

| Data    | Incontri                               | Risultato |
|         |                                        |           |
| 12 nov. | Edera Trieste-Cittadella               | 13-0      |
| 12 nov. | Libertas Forlì-Rhegium Reggio Calabria | 7-1       |
| 12 nov. | Edera Trieste-Libertas Forlì           | 8-4       |
| 12 nov. | Cittadella-Rhegium Reggio Calabria     | 5-0       |
| 12 nov. | Rhegium Reggio Calabria-Edera Trieste  | 0-21      |
| 12 nov. | Libertas Forlì-Cittadella              | 2-3       |

| Data    | Incontri                               | Risultato |
|         |                                        |           |
| 12 nov. | Edera Trieste-Cittadella               | 13-0      |
| 12 nov. | Libertas Forlì-Rhegium Reggio Calabria | 7-1       |
| 12 nov. | Edera Trieste-Libertas Forlì           | 8-4       |
| 12 nov. | Cittadella-Rhegium Reggio Calabria     | 5-0       |
| 12 nov. | Rhegium Reggio Calabria-Edera Trieste  | 0-21      |
| 12 nov. | Libertas Forlì-Cittadella              | 2-3       |

### Seconda fase a gironi

#### Girone A
Il girone A fu disputato il dal 19 al 20 novembre 2005 a Padova.
| Squadra       | Pt | G | V | N | P | GF | GS | DG  |
| ------------- | -- | - | - | - | - | -- | -- | --- |
| Ghosts Padova | 9  | 3 | 3 | 0 | 0 | 19 | 7  | +12 |
| Edera Trieste | 6  | 3 | 2 | 0 | 1 | 21 | 10 | +11 |
| Polet Trieste | 3  | 3 | 1 | 0 | 2 | 11 | 20 | -9  |
| Empoli        | 0  | 3 | 0 | 0 | 3 | 10 | 24 | -14 |

| Data    | Incontri                    | Risultato |
|         |                             |           |
| 19 nov. | Ghosts Padova-Polet Trieste | 9-0       |
| 19 nov. | Edera Trieste-Empoli        | 12-1      |
| 19 nov. | Polet Trieste-Empoli        | 5-4       |
| 20 nov. | Ghosts Padova-Edera Trieste | 3-2       |
| 20 nov. | Edera Trieste-Polet Trieste | 7-6       |
| 20 nov. | Ghosts Padova-Empoli        | 7-5       |

| Data    | Incontri                    | Risultato |
|         |                             |           |
| 19 nov. | Ghosts Padova-Polet Trieste | 9-0       |
| 19 nov. | Edera Trieste-Empoli        | 12-1      |
| 19 nov. | Polet Trieste-Empoli        | 5-4       |
| 20 nov. | Ghosts Padova-Edera Trieste | 3-2       |
| 20 nov. | Edera Trieste-Polet Trieste | 7-6       |
| 20 nov. | Ghosts Padova-Empoli        | 7-5       |

#### Girone B
Il girone B fu disputato il dal 19 al 20 novembre 2005 a Sandrigo.
| Squadra        | Pt | G | V | N | P | GF | GS | DG  |
| -------------- | -- | - | - | - | - | -- | -- | --- |
| Milano 17 RAMS | 7  | 3 | 2 | 1 | 0 | 16 | 13 | +3  |
| Asiago Vipers  | 6  | 3 | 2 | 0 | 1 | 20 | 10 | +10 |
| Lions Arezzo   | 4  | 3 | 1 | 1 | 1 | 20 | 18 | +2  |
| Cittadella     | 0  | 3 | 0 | 0 | 3 | 6  | 21 | -15 |

| Data    | Incontri                     | Risultato |
|         |                              |           |
| 19 nov. | Asiago Vipers-Milano 17 RAMS | 2-4       |
| 19 nov. | Cittadella-Lions Arezzo      | 2-7       |
| 19 nov. | Cittadella-Milano 17 RAMS    | 3-4       |
| 20 nov. | Asiago Vipers-Lions Arezzo   | 8-5       |
| 20 nov. | Milano 17 RAMS-Lions Arezzo  | 8-8       |
| 20 nov. | Cittadella-Asiago Vipers     | 1-10      |

| Data    | Incontri                     | Risultato |
|         |                              |           |
| 19 nov. | Asiago Vipers-Milano 17 RAMS | 2-4       |
| 19 nov. | Cittadella-Lions Arezzo      | 2-7       |
| 19 nov. | Cittadella-Milano 17 RAMS    | 3-4       |
| 20 nov. | Asiago Vipers-Lions Arezzo   | 8-5       |
| 20 nov. | Milano 17 RAMS-Lions Arezzo  | 8-8       |
| 20 nov. | Cittadella-Asiago Vipers     | 1-10      |

### Finale
La finale fu disputata il 5 gennaio 2006 a Viareggio.
| Squadra 1     | Risultato | Squadra 2      |
| ------------- | --------- | -------------- |
| Ghosts Padova | 10 - 2    | Milano 17 RAMS |